# Нощта на шампионите (2014)
Нощта на шампионите (2014) (на английски: Night of Champions (2014) e професионален кеч турнир, който ще се проведе на 21 септември в Бриджстоун арена в Нашвил

## Мачове
| #                                       | Мач                                                                        | Правила                                                      | Време |
| --------------------------------------- | -------------------------------------------------------------------------- | ------------------------------------------------------------ | ----- |
| 1                                       | Златен прах и Звезден прах победиха Братята Усо (Джими Усо и Джей Усо) (ш) | Отборен мач за Отборните титли                               | 13:27 |
| 2                                       | Шеймъс (ш) победи Сезаро                                                   | Сингъл мач за Титла на Съединените щати                      | 13:06 |
| 3                                       | Миз (с Деймиън Миздоу) победи Долф Зиглър (ш) (с Ар Зиглър)                | Сингъл мач за Интерконтиненталната титла                     | 09:22 |
| 4                                       | Сет Ролинс победи Роман Рейнс чрез неустойка                               | Сингъл мач                                                   | N/A   |
| 5                                       | Русев (с Лана) победи Марк Хенри чрез предаване                            | Сингъл мач                                                   | 09:01 |
| 6                                       | Ранди Ортън победи Крис Джерико                                            | Сингъл мач                                                   | 16:21 |
| 7                                       | Ей Джей Лий победи Пейдж (ш) и Ники Бела                                   | Мач тройна заплаха за Титлата при дивите                     | 07:24 |
| 8                                       | Джон Сина победи Брок Леснар (ш) (с Пол Хеймън) чрез дисквалификация       | Сингъл мач Световната титла в тежка категория на Федерацията | 14:10 |
| (ш) – указва шампиона/шампионите в мача |                                                                            |                                                              |       |